# Dang (district in Nepal)

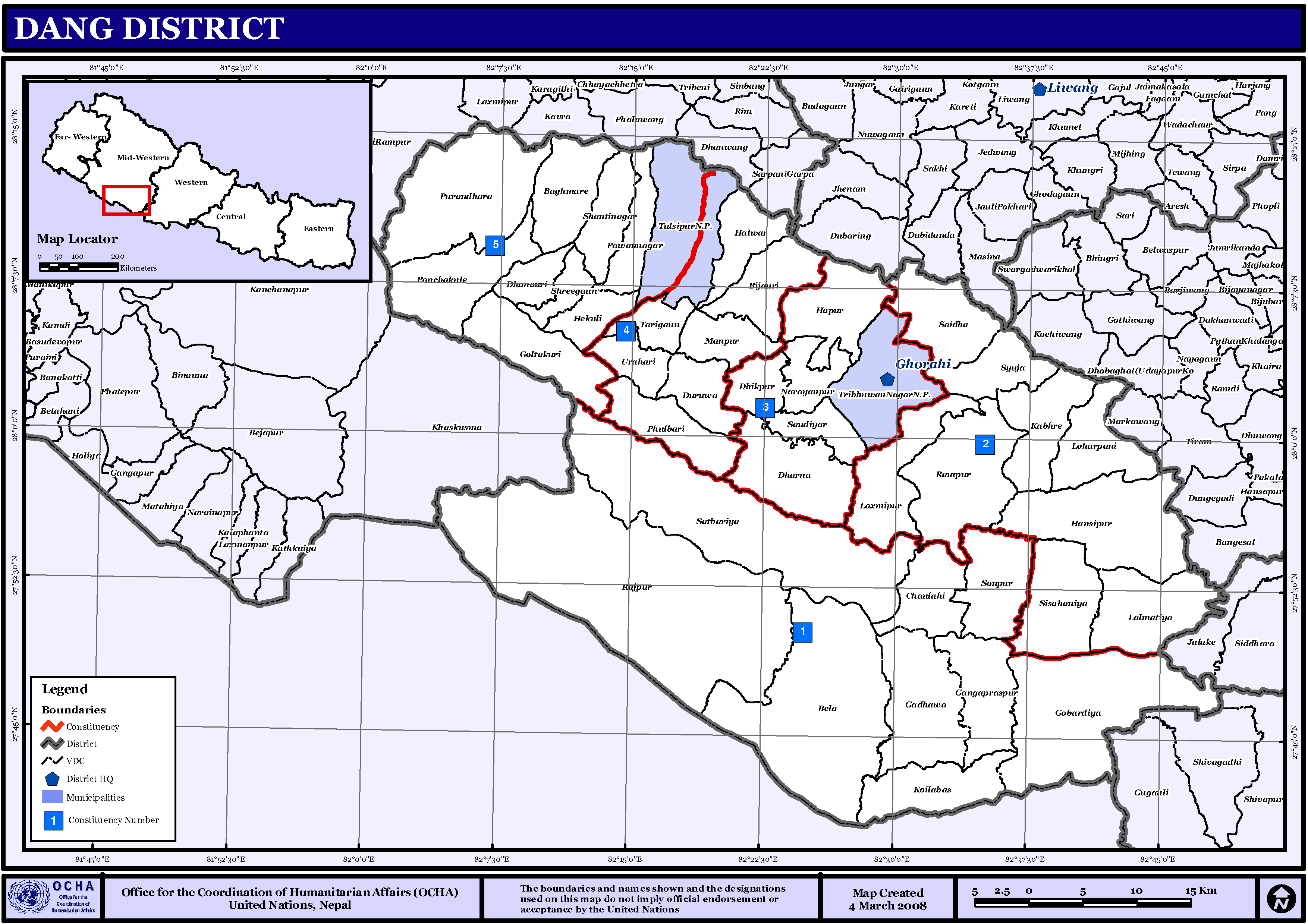
Kaart van Dang

Dang (Nepalees: दाङ) is een van de 75 districten van Nepal. Het district is gelegen in de bestuurlijke zone Rapti en de hoofdstad is Ghorai.

## Stedenendorpscommissies[2][3]
- Stad: Nepalees: nagarpalika of N.P.; Engels: municipality;
- Dorpscommissie: Nepalees: gāu bikās samiti; Engels: village development committee of VDC.

- Steden (2): Ghorai (of: Ghorahi), Tulasipur (of: Tulsipur).
- Dorpscommissies (39): Baghmare, Bela, Bijauri, Chaulahi, Dhanauri, Dharna, Dhikpur, Duruwa, Gadhawa, Gangapraspur, Gobardiya, Goltakuri, Halwar, Hansipur, Hapur, Hekuli, Kabhre, Koilabas, Lalmatiya, Laxmipur, Loharpani, Manpur, Narayanpur, Panchakule, Pawan Nagar, Phulbari, Purandhara, Rajpur, Rampur, Saidha, Satbariya, Saudiyar, Shantinagar, Shreegaun, Sisahaniya, Sonpur, Syuja, Tarigaun, Urahari.

Achham · 
Arghakhanchi · 
Baglung · 
Baitadi · 
Bajhang · 
Bajura · 
Banke · 
Bara · 
Bardiya · 
Bhaktapur · 
Bhojpur · 
Chitwan · 
Dadeldhura · 
Dailekh · 
Dang · 
Darchula · 
Dhading · 
Dhankuta · 
Dhanusa · 
Dolkha · 
Dolpa · 
Doti · 
Gorkha · 
Gulmi · 
Humla · 
Ilam · 
Jajarkot · 
Jhapa · 
Jumla · 
Kailali · 
Kalikot · 
Kanchanpur · 
Kapilvastu · 
Kaski · 
Kathmandu · 
Kavrepalanchok · 
Khotang · 
Lalitpur · 
Lamjung · 
Mahottari · 
Makwanpur · 
Manang · 
Morang · 
Mugu · 
Mustang · 
Myagdi · 
Nawalparasi · 
Nuwakot · 
Okhaldhunga · 
Palpa · 
Panchthar · 
Parbat · 
Parsa · 
Pyuthan · 
Ramechhap · 
Rasuwa · 
Rautahat · 
Rolpa · 
Rukum · 
Rupandehi · 
Salyan · 
Sankhuwasabha · 
Saptari · 
Sarlahi · 
Sindhuli · 
Sindhulpalchok · 
Siraha · 
Solukhumbu · 
Sunsari · 
Surkhet · 
Syangja · 
Tanahu · 
Taplejung · 
Terhathum · 
Udayapur